# کوله‌خاس گرگانی
کوله‌خاس گرگانی (نام علمی: Ruscus hyrcanus) یکی از گونه‌های سردهٔ کوله‌خاس است. ارتفاع گیاه در حدود ۳۰ سانتیمتر است. شاید باور کردن این مسئله که این درختچه کوچک تیغ دار و همیشه سبز متعلق به همان تیره که دارای جنس‌های لاله و لاله واژگون است، مشکل باشد. قطر گل‌های ریز سفید متمایل به سبز آن بیش از چند میلی‌متر نبوده و میوه سته آن در حدود ۱۲ میلی‌متر قطر دارد. نکتهٔ جالب توجه در این گیاه اینست که بنظر می‌رسد گل‌ها و میوه‌های آن درست از وسط برگ خارج شده‌اند. در جنگل‌های خزر و تا حدود ارتفاع ۱۲۰۰ متری فراوان بوده و اغلب چنان پرپشت می‌شوند که راه رفتن از میان آنها سخت می‌گردد. فصل گلدهی فروردین ماه است.
این گیاه در ارتفاعات کم و میانی در دامنه‌های شمالی البرز بر روی سنگ‌های اصلی آهکی (گاهی غیرآهکی) با خاک‌های عمیق، با بافت سنگین اما زهکشی دیده می‌شود.